# Žemaitijos pienas
Žemaitijos pienas (deutsch: 'Milch Niederlitauens') ist der drittgrößte  Molkerei-Konzern in Litauen, (nach Pieno žvaigždės und Rokiškio sūris). Das Unternehmen wird an der Börse Vilnius notiert. Die Marktkapitalisierung beträgt 110,8 Millionen Litas (April 2005).

## Leitung
- Algirdas Pažemeckas, Vorstandsvorsitzende und Hauptaktionär

## Geschichte
1924 wurde die erste Molkerei in Telšiai gegründet.
Von 1984 bis 1986 baute man eine Käsefabrik, die 1993 privatisiert wurde und seitdem AB „Žemaitijos pienas“ heißt.
1995 wurden AB „Klaipėdos pienas“ und 1997 AB „Šilutės Rambynas“ erworben. Beide Firmen sind mittlerweile komplett in den Konzern integriert.  2006 gab es	2021 Mitarbeiter.
2009 bekam das Unternehmen ISO 9001 und ISO 22000.

## Čia Market
Čia Market ist ein litauisches Einzelhandelsunternehmen in Litauen, überwiegend tätig in Niederlitauen. Das Unternehmen gehört der Investmentgesellschaft UAB „Žemaitijos pieno investicija“. Sie ist ein Teil von „Žemaitijos pienas“. 2011 erzielte das Unternehmen Čia Market den Gesamtumsatz von 71,263 Millionen Litas.
Čia Market hat 175 Handelspunkte, davon 60 Geschäfte, sechs „Džiugas“-Geschäfte und elf Firmenläden an 50 Orten: Vilnius (12), Nemenčinė, Palanga, Priekulė, Šalčininkai, Šilutė, Ukmergė (2), Jurbarkas, Kaunas (7), Garliava, Jonava, Raseiniai (2), Skaudvilė, Smalininkai, Tauragė, Telšiai (11), Eigirdžiai, Mažeikiai, Skuodas, Šilalė, Kelmė, Rietavas, Lieplaukė, Luokė, Gargždai, Kretinga, Salantai, Žemaičių Naumiestis, Klaipėda (13).